# Aseraggodes microlepidotus
Aseraggodes microlepidotus és un peix teleosti de la família dels soleids i de l'ordre dels pleuronectiformes que es troba a les costes de l'est de l'oceà Pacífic central.